# Barmainville
Barmainville é uma comuna francesa na região administrativa do Centro, no departamento Eure-et-Loir. Estende-se por uma área de 6,36 km². Em 2010 a comuna tinha 114 habitantes (densidade: 17,9 hab./km²).